# Taz (Wrestler)
Peter Senerchia (* 11. Oktober 1967 in Red Hook, New York), besser bekannt unter seinem Ringnamen Taz, ist ein ehemaliger US-amerikanischer Judoka und Wrestler, der als Color-Kommentator für Total Nonstop Action Wrestling tätig war. Seit 2019 ist Senerchia bei All Elite Wrestling unter Vertrag.

## Karriere

### Anfänge
Peter Senerchia hatte sein Wrestling-Debüt 1987 in Puerto Rico, wo er von Johnny Rodz trainiert wurde. Dort trat er als Kid Krush an, änderte aber bald seinen Namen in (The) Tasmaniac. Anfang der 1990er Jahre wechselte Senerchia zur damaligen Promotion International World Class Championship Wrestling und durfte dort 1991 den Titel des Light Heavyweight Champions für die Dauer von sechs Monaten halten.

### Extreme Championship Wrestling
Im Oktober 1993 feierte Senerchia seinen Einstand in der damaligen NWA Eastern Championship Wrestling, als er das Gimmick eines Neandertalers bekam. Er wurde mit Jack Chetti zum Tag Team The Tazmaniacs zusammengeschlossen. Nach deren Auseinanderbrechen bildete Senerchia ein Tag Team mit Kevin Sullivan, mit dem er zwei Mal den NWA/ECW Tag Team-Titel erringen durfte. Gleichzeitig durfte er auch zum ersten Mal den ECW Television-Titel halten. Ferner war nun Senerchia in der ECW für die Gestaltung der T-Shirts und der Logos zuständig.
Als Tazmaniac durfte Senerchia ein weiteres Mal den Tag Team-Titel erringen, als er mit Sabu ein – problematisches – Team bildete: Beide konnten sich auch im wirklichen Leben nicht leiden.
Dieses Tag Team wurde aufgelöst, als Sabu einer ECW-Veranstaltung fernblieb und stattdessen bei der FMW in Japan antrat. Paul Heyman trat enttäuscht vor das Publikum und verkündete, dass Sabu vertragswidrig der Veranstaltung ferngeblieben und damit mit sofortiger Wirkung von der ECW entlassen sei.
So trat Sencheria in dem angesetzten Tag Team Match allein an und erlitt bei diesem  eine schwere Nackenverletzung. Damit fiel er den größten Teil des Jahres 1995 aus. Senerchia hatte während seiner langen Verletzungspause Angst, von Paul Heyman entlassen zu werden. Beide hatten nur eine Verpflichtung per Handschlag und keinen schriftlichen Vertrag abgeschlossen. Heyman hielt jedoch an dieser Vereinbarung fest und bezahlte Senerchia regelmäßig während dessen Verletzungspause.
Nach seiner Genesung kehrte Peter Senerchia im Gimmick des Shootfighters Taz in die ECW zurück. Er begann daraufhin eine 18-monatige Fehde mit seinem ehemaligen Tag-Team-Partner Sabu, die er im ersten Pay-per-view der ECW (Barely Legal 1997) für sich entscheiden durfte. Seit seiner Rückkehr ins Wrestling waren die Farben Orange und Schwarz das Kennzeichen von Team Taz. Nach diesem Zusammentreffen durfte Senerchia den ECW Television-Titel von Shane Douglas erringen und verteidigte diesen auch mehrfach an Bam Bam Bigelow; doch letztendlich musste er diesen Titel an letzteren abtreten.
Nach dem Verlust des Television-Titel begann Senerchia den amtierenden World Champion Shane Douglas um ein Titelmatch herauszufordern. Da dieser aber wegen einer schweren Verletzung pausieren musste, kreierte Senerchia 1998 seine eigene FTW Heavyweight Championship. Diese verteidigte er 1999 unter anderem auch an Bam Bam Bigelow. Kurzfristig musste er diesen Titel zwar an Sabu abtreten, konnte ihn sich aber wieder sichern und nach siegreichen Titelgewinn vereinigte er den FTW und den ECW-Titel: Senerchia brach Shane Douglas beim Titelmatch den Arm, aber erlaubte diesem eine Woche später ein Rückmatch.

### World Wrestling Entertainment

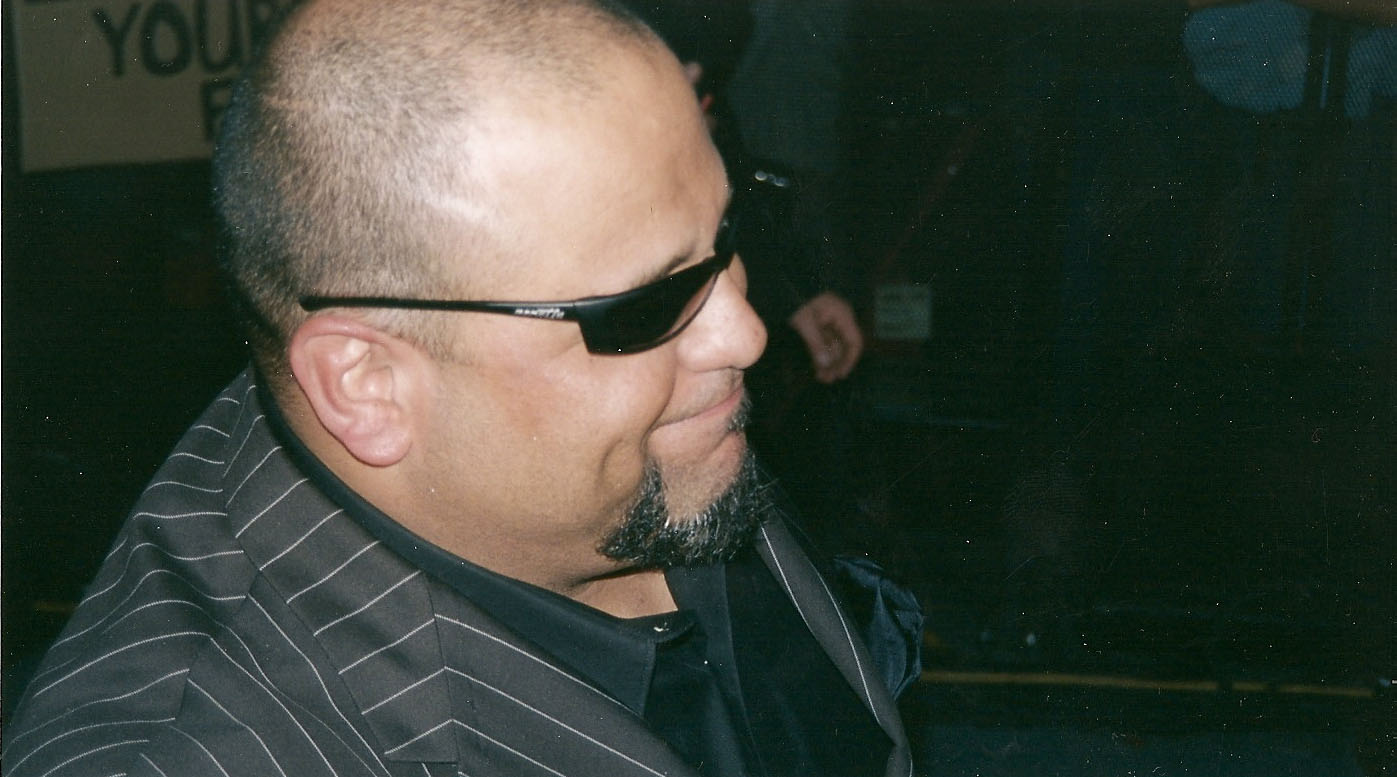
Taz

Peter Senerchia war 9 Monate lang ECW World Heavyweight Champion und unterschrieb 2000 einen Vertrag mit der damaligen WWF. Dafür gab er bei „Anarchy rules 2000“ in einem 3 Way Dance den ECW-Titel an Mike Awesome ab. In der WWF debütierte Senerchia beim Royal Rumble 2000. Dort fügte er Kurt Angle die erste Niederlage in dessen Wrestling-Karriere zu. Danach wurde Peter Senerchia von der WWF-Führung zu Tazz und zum Midcarder umgewandelt. Er trat nun für den WWF Hardcore-Titel an. Bereits im April 2000 wurde er wieder an die ECW ausgeliehen, damit er sich von Mike Awesome den ECW Champion-Titel sichern konnte. (Awesome hatte inzwischen bei der WCW unterschrieben und konnte deshalb den Titel nicht behalten.) Nach seinem Titelgewinn gab er ihn nach „ECW Cyber Slam 2000“ wieder an Tommy Dreamer ab.
Beim SummerSlam der WWF musste Senerchia gegen Jerry Lawler verlieren und konnte das Rematch bei „Unforgiven“ mit der Hilfe Ravens für sich entscheiden.
Im März 2002 beendete Senerchia verletzungsbedingt seine Wrestling-Karriere und übernahm nun den Posten des Color-Kommentators bei SmackDown. Sein letztes Match bestritt Tazz bei ECW One Night Stand 2006 gegen Jerry „The King“ Lawler, den er innerhalb weniger Sekunden besiegen durfte. Seitdem war Peter Senerchia vor allem an der Seite von Joey Styles als Kommentator bei den ECW-Shows tätig. Nach einem Besetzungswechsel (sog. „Draft“) war er wieder als Kommentator im Smackdown!-Roster tätig.
Peter Senerchias WWE-Vertrag lief am 3. April 2009 aus und wurde von beiden Seiten nicht verlängert.

### Total Nonstop Action Wrestling

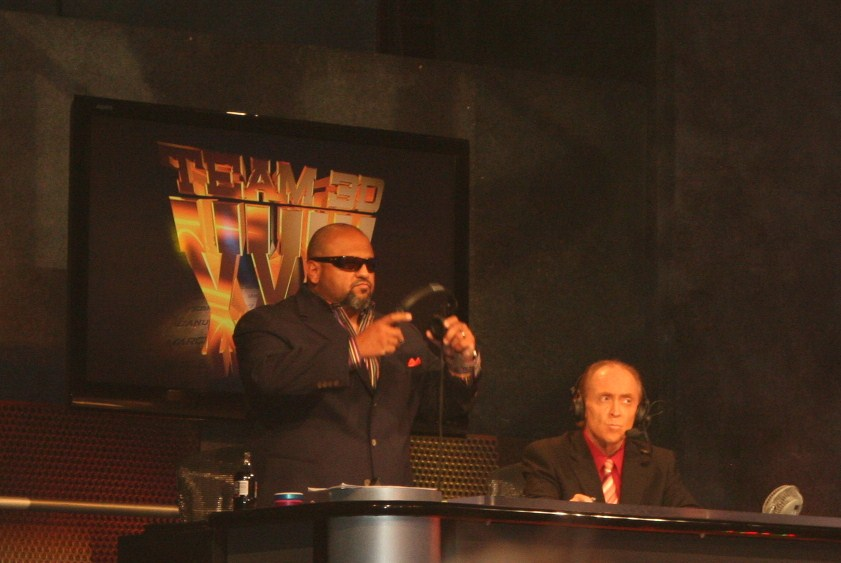
Taz zusammen mit Mike Tenay bei TNA

Am 19. Juli 2009 debütierte Peter Senerchia bei der von TNA Wrestling produzierten Großveranstaltung Victory Road unter seinem alten ECW-Ringnamen Taz als Mentor von Samoa Joe. Seit dem 20. August 2009 war er an der Seite von Mike Tenay, wie zuvor auch bei der WWE, als Kommentator tätig.

### All Elite Wrestling
Am 2. Oktober 2019 hatte Senerchia sein Debüt bei All Elite Wrestling, wo er als Gast-Kommentator eingesetzt wurde. Ab dem 9. November 2019 wurde er als Pre-Show-Kommentator verwendet. Seine Verwendung fand Senerchia in diversen AEW-Shows, als am 4. August 2021 bekannt gegeben wurde, dass er ab dem 13. August als ständiges Mitglied des Kommentatoren-Teams der Show 'AEW Rampage' eingesetzt wird.

## Erfolge
- Century Wrestling Alliance

- 1× CWA Light Heavyweight Champion

- Extreme Championship Wrestling

- 2× ECW World Heavyweight Champion
- 2× ECW FTW World Heavyweight Champion
- 3× ECW World Tag Team Champion (2× mit Kevin Sullivan, 1× mit Sabu)
- 2× ECW World Television Champion
- Vierter und letzter Gewinner der ECW Triple Crown

- World Wrestling Federation

- 3× WWF Hardcore Champion
- 1× WWF World Tag-Team Champion (mit Spike Dudley)

## Wissenswertes
- Peter Senerchia war vom äußeren Erscheinungsbild her ein scheinbar schwerfälliger Wrestler. Aber er war bekannt dafür, dass er seine Gegner blitzschnell mit verschiedenen und ansatzlosen Suplessen durch den Ring werfen konnte. Er wurde deswegen auch „The human Suplex machine“ genannt.

- Senerchia leitete auch die ECW-Wrestling-Schule ECW House of Extreme – Pro Wrestling School, wo er auch selbst im Dojo Taz zukünftige Wrestler ausbildete. Sein Stellvertreter und Cheftrainer dieser Wrestling-Schule war Big Dick Dudley.

- Peter Senerchia ist mit Theresa Smith verheiratet und haben einen gemeinsamen Sohn namens Tyler, der als Hook bei AEW auftritt.